# Horex S 8
De Horex S 8 is een 800cc-motorfiets die het Duitse merk Horex in de jaren dertig produceerde. 

## Voorgeschiedenis
Horex was halverwege de jaren twintig begonnen met de productie van 250-, 500- en 600cc-zijklepmotoren, maar om ook sportievere modellen te kunnen leveren kocht men vanaf 1928 Britse Sturmey-Archer-kopklepmotoren in om die in haar eigen frames te monteren. Daarmee werden de Horex S 5 (20 pk) en de Horex SS 5 (22 pk) geleverd. 
Begin jaren dertig voerde de Nationaalsocialistische Duitse Arbeiderspartij importbeperkingen in om de eigen industrie te beschermen. Voor Horex was dat enerzijds een probleem, want het kon de Sturmey-Archer-motoren niet meer inkopen, maar het leverde ook kansen: Andere Duitse merken die Britse inbouwmotoren gebruikten moesten overstappen op Duitse producten. Zo leverde Horex de Columbus-motoren aan andere merken als Tornax in Wuppertal, Franz Bücker in Oberursel, Phönix in Neheim-Hüsten, August Würring in Breitscheid en Hercules in Neurenberg.

## Horex S 6 en S 8
In de jaren 1931/1932 ontwikkelde hoofdingenieur Hermann Reeb in het geheim een paralleltwin met een enkele bovenliggende nokkenas. Op kerstavond 1932 presenteerde hij de machine aan de directie, maar directeur Fritz Kleemann was terughoudend omdat de Grote Depressie nog niet voorbij was en klanten zich een dergelijke dure machine niet konden veroorloven. Toch gaf hij begin 1933 toestemming om twee versies in productie te nemen: De Horex S 6 (65 x 90 mm, 600 cc) die 24 pk bij 5.000 tpm leverde, en de Horex S 8 (75 x 90 mm, 800 cc) die 30 pk bij 5.000 tpm leverde. De dry-sump-motoren hadden driedelige aluminium carters die verticaal waren gedeeld met een aparte olietank in het achterste deel en een gietijzeren cilinderblok en cilinderkop. De krukas had kogellagers en de primaire aandrijving zat aan de linkerkant. Aan de rechterkant zat de aandrijfketting voor de nokkenas. Een tweede ketting dreef de oliepomp en de ontstekingsmagneet aan. Een speciale pakking tussen het distributiecarter en cilinderblok en -kop ving de verschillen in uitzettingscoëfficiënt tussen aluminium en gietijzer op. De machines werden geen succes. De slijtage van de nokkenas was hoog omdat daar bij de koude start te weinig olie kwam. Bovendien bracht Zündapp gelijktijdig de viercilinders K 600 en K 800 uit. Dit waren eveneens zware, luxe machines, maar ze hadden zijklepmotoren die weliswaar wat minder vermogen leverden, maar die ook betrouwbaarder waren. Er waren wel sportieve resultaten met tot 1.000 cc opgeboorde S 8's maar de verkoopaantallen bleven erg laag. Van de S 6 en de S 8 werden ongeveer 170 exemplaren gebouwd. Het surplus aan geproduceerde motorblokken werd aan Tornax in Wuppertal verkocht. Dat bouwde er de Tornax Tornado mee. 